# Šlahoun

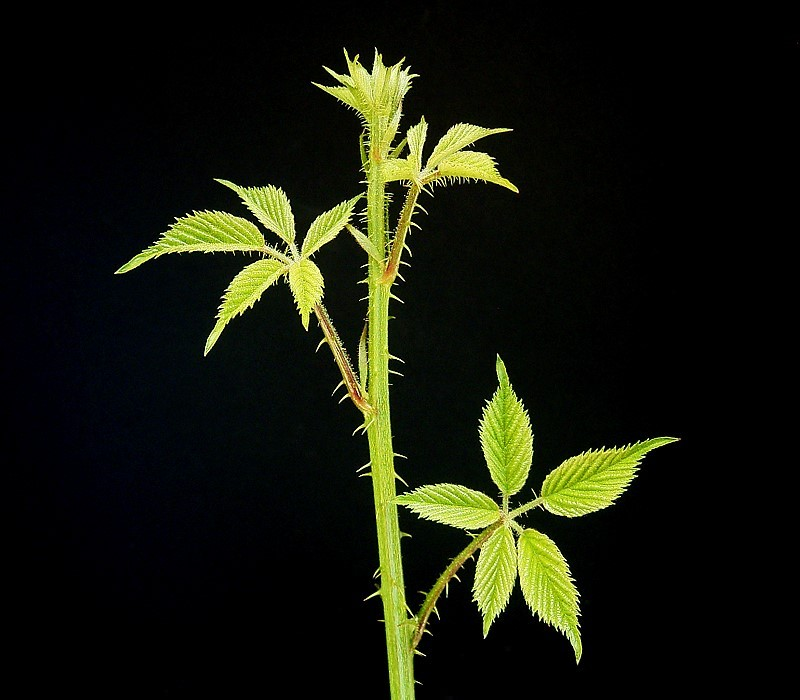
šlahoun ostružiníku

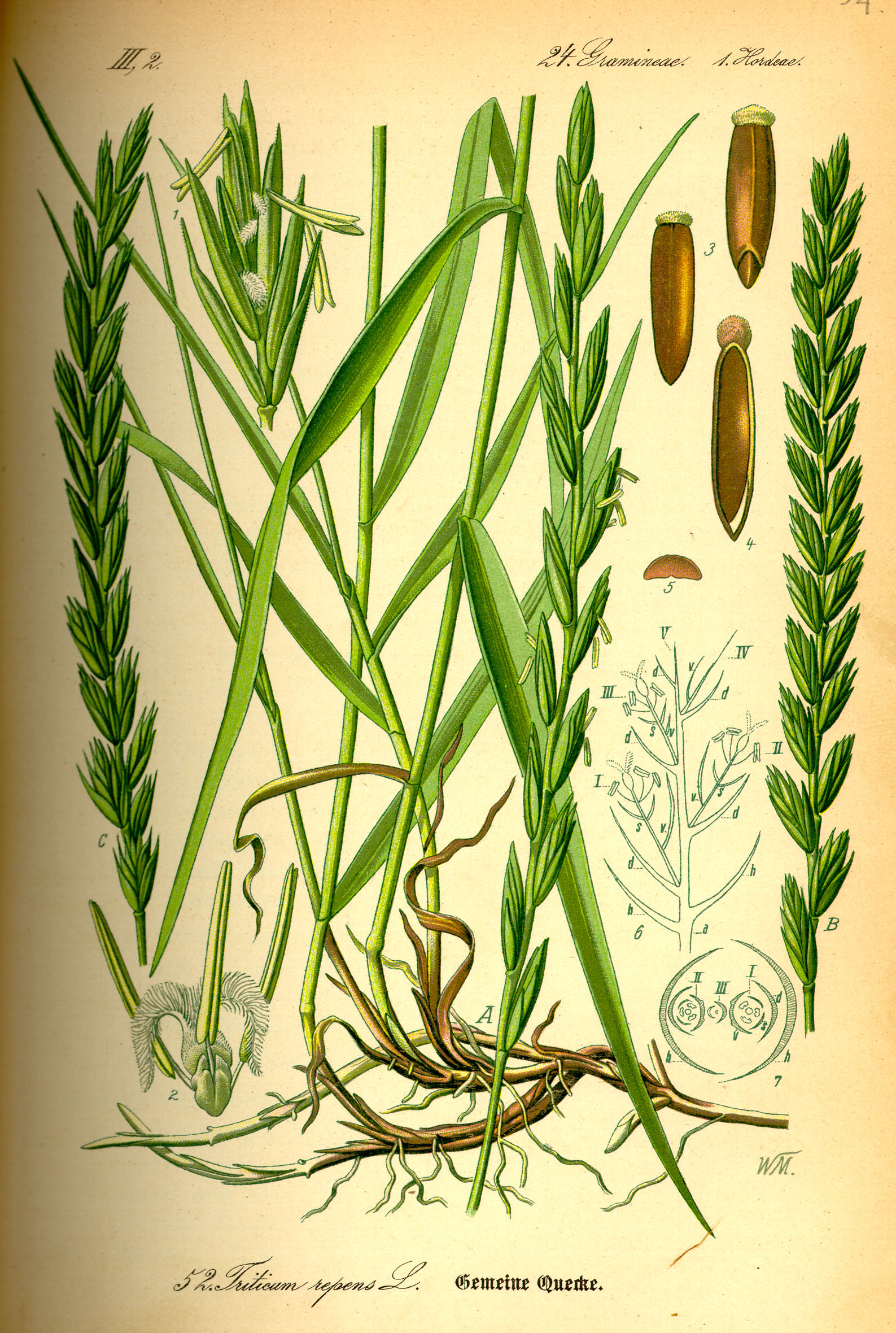
výběžky oddenků pýru (dole)

Šlahoun (specializovaný typ výhonku) je neodborný název pro pružný dřevnatý výběžek stonku z úžlabí přízemních listů. Bývá zpravidla nevětvený, listnatý. Nese na zkrácených větévkách (brachyblastech) květenství nebo květy, např. ostružiník (Rubus fruticosus). Šlahoun je speciálním typem výhonku.

## Druhy šlahounů
Někdy se jako šlahouny označují přízemní bylinné výběžky, které na konci kořenují a zakládají novou rostlinu, např. jahodník (Fragaria), nebo výběžky oddenkové i kořenové podzemní, kterými se některé rostliny vegetativně rozmnožují, např. pýr (Elytrigia), pcháč (Cirsium arvense).